# 김민규 (탁구 선수)
김민규(1977년 10월 14일~2017년 4윌 3일)는 대한민국의 장애인 탁구 선수로, 2012년 하계 패럴림픽에서 동메달을 획득했다.